# Multimedia Home Platform
Multimedia Home Platform (MHP) es un sistema intermediario (middleware en inglés) abierto, diseñado por el proyecto DVB y estandarizado por la ETSI. MHP define una plataforma común para las aplicaciones interactivas de la televisión digital, independiente tanto del proveedor de servicios interactivos como del receptor de televisión utilizado. De este modo, MHP favorece la creación de un mercado horizontal donde aplicaciones, red de transmisión y terminales MHP pueden ser suministrados por proveedores o fabricantes independientes. 
El estándar MHP soporta distintos tipos de aplicaciones interactivas:
- Guía Electrónica de Programas (EPG)
- Servicios de información como noticias, deportes, superteletexto…
- Aplicaciones sincronizadas con el contenido de los programas
- Correo electrónico e Internet
- Otros servicios: comercio electrónico, servicios de educación y salud…b

## Tecnología

### Arquitectura
La arquitectura MHP define tres capas:
- Recursos: Procesador MPEG, dispositivos E/S, CPU, memoria, sistema de gráficos….
- Sistema de software: Las aplicaciones no acceden de manera directa a los recursos sino que lo hacen a través del sistema de software, que hace de capa intermedia. El objetivo de esta capa intermedia es el de proporcionar portabilidad para las aplicaciones, de manera que su utilización no dependa de los recursos a utilizar. El sistema de software incluye un administrador de aplicaciones (Navigator) para el control de las aplicaciones que se ejecutan.
- Aplicaciones: Aplicaciones interactivas (también conocidas como Xlets) recibidas a través del canal de broadcast, junto con las señales de audio y vídeo convencionales.

### DVB-J
DVB-MHP utiliza el lenguaje de programación Java para sus aplicaciones y define la plataforma conocida como DVB-J, basada en la Máquina Virtual de Java (JVM) especificada por Sun Microsystems. DVB-J define un conjunto de APIs (Application Program Interface en inglés) genéricas, situadas entre las aplicaciones y el sistema de software, para proporcionar a las distintas aplicaciones acceso a los recursos disponibles en el receptor. 
MHP define también la plataforma DVB-HTML, menos conocida en parte porque su especificación no se completó hasta la versión MHP 1.1.

### Perfiles MHP
Se definen tres perfiles, según las capacidades del receptor:
- Enhanced Broadcast Profile: Este perfil, definido en MHP 1.0, no incluye canal de retorno, por lo que está pensado para la descarga, a través del canal de broadcast, de aplicaciones que puedan proporcionar una interactividad local (por ejemplo mediante información de entrada enviada desde el mando a distancia, mediante gráficos en la pantalla o posibilitando la selección entre múltiples videos/audios…)

- Interactive Broadcast Profile: También definido en MHP 1.0, este perfil sí que incluye canal de retorno, permitiendo una comunicación bidireccional con el proveedor de servicios interactivos. Este tipo de receptores permiten así aplicaciones como vídeo bajo demanda, comercio electrónico, tele-voto, concursos interactivos…

- Internet Access Profile: Este perfil, detallado con posterioridad en MHP 1.1, además de incluir las capacidades de los dos perfiles anteriores, permite el acceso a Internet.

MHP 1.2 añade soporte para redes IP de banda ancha (IPTV), y para aplicaciones Java proporcionadas por el operador.
```
Perfiles MHP
  -1.0.x-->JavaVM, DVB, Media
  -1.1.x-->SmartCard, HTML, IP,Web-email.
```

### Seguridad
Es necesario también garantizar la seguridad del sistema para evitar potenciales situaciones de riesgo como, por ejemplo, que código de fuentes no autorizadas pueda ser ejecutado en el receptor. MHP establece un modelo de seguridad que cubre las siguientes áreas:
- Autenticación de las aplicaciones
- Políticas de seguridad para las aplicaciones
- Autenticación y privacidad del canal de retorno
- Administración de certificados

MHP garantiza la seguridad en todas estas áreas mediante el uso de técnicas como la firma digital, el certificado digital, códigos de Hash y algoritmos RSA.

## GEM
MHP permite extender el estándar definido a otras redes de transmisión. Globally Executable Multimedia Home Platform (GEM) fue creado con ese propósito: permitir que otros cuerpos de estandarización u organizaciones pudieran definir unas especificaciones basadas en el estándar MHP. GEM, basada en MHP versión 1.0.2, elimina los elementos específicos orientados a DVB, permitiendo así su sustitución por otros más adecuados según la aplicación. GEM constituye actualmente la base de estándares para contenido avanzado en redes de cable (ACAP, del ATSC, ARIB B.23 del japonés ARIB u OCAP de U.S CableLabs), redes IPTV (GEM-IPTV, parte de MHP 1.2 para IPTV) y discos Blu-ray (BD-J).